# 劳伦·帕克
劳伦·帕克（英語：Lauren Parker，1988年12月15日—），澳大利亚女子铁人三项运动员。她曾代表澳大利亚参加2020年夏季残疾人奥林匹克运动会铁人三项比赛，获得女子个人PTWC级银牌。